# 斑胸樹麗盲蝽
斑胸樹麗盲蝽（学名：Arbolygus pronotalis）为盲蝽科后麗盲蝽屬下的一个种。